# 1165 Imprinetta
Az 1165 Imprinetta (ideiglenes jelöléssel 1930 HM) a Naprendszer kisbolygóövében található aszteroida. Hendrik van Gent fedezte fel 1930. április 24-én, Johannesburgban.